# 1882년
1882년은 일요일로 시작하는 평년이다.

## 연호
- 청(淸) 광서(光緖) 8년
- 일본(日本) 메이지(明治) 15년
- 응우옌 왕조(阮朝) 뜨득(嗣德) 35년

## 기년
- 청(淸) 덕종 광서제(德宗 光緖帝) 8년
- 조선(朝鮮) 고종(高宗) 19년
- 응우옌 왕조(阮朝) 사덕제(嗣德帝) 35년

## 사건
- 3월 - 청나라 톈진 유학생 상운(尙雲)이 3월에 조선으로 귀국하면서 전화기와 전선 100m를 가지고 왔다.
- 5월 22일(음력 4월 6일) - 조선과 미국 간에 조미수호통상조약이 체결되었다.
- 7월 23일(음력 6월 9일) ~ 8월 30일(음력 7월 17일) - 임오군란.
- 8월 23일 - 조선과 청나라 사이에 조청상민수륙무역장정이 체결되었다.
- 8월 26일 - 임오군란으로 실권을 잡았던 흥선대원군이 청나라에 의해 텐진으로 납치당함.
- 8월 30일 - 조선이 일본과 임오군란의 뒷처리를 위한 제물포 조약을 맺다.
- 9월 4일 - 토머스 에디슨이 뉴욕 맨하탄내 59세대에 전기공급을 하는 발전소 가동 스위키를 켬. 전기시대의 개막.
- 9월 19일 - 제물포조약에 따라 사과사절단으로 박영효, 김만식, 서광범, 김옥균, 민영익등이 일본으로 출항.
- 9월 25일 - 일본 고베시에서 박영효 등에 의해 처음으로 태극기가 게양되다.
- 11월 5일 - 이탈리아 왕국에서 총선이 실시되어 역사적 좌파 진영의 집권이 유지되었다.
- 코스타리카 사형제도 폐지.
- 독일, 오스트리아, 이탈리아 삼국 동맹 맺음.

## 문화
- 3월 24일 - 중국 심양에서 최초의 한글 성경이 출판 되었다.(누가복음 낱권인쇄), 출판사는 문광서원
- 6월 6일 - 미국에서 전기 다리미에 대한 특허가 교부되었다.
- 9월 5일 - 영국의 축구 클럽 토트넘 홋스퍼 FC 창단.

## 탄생

### 1월
- 1월 20일 - 시카고의 갱스터 조니 토리오. (~1957년)
- 1월 25일 - 영국의 소설가 버지니아 울프. (~1942년)
- 1월 30일 - 미국의 32대 대통령 프랭클린 D. 루스벨트. (~1945년)

### 2월
- 2월 2일 - 아일랜드의 문학가 제임스 조이스. (~1941년)
- 2월 15일 - 미국의 배우 존 배리모어. (~1942년)

### 3월
- 3월 23일 - 독일의 수학자 에미 뇌터. (~1935년)
- 3월 30일 - 영국의 정신분석학자, 아동심리학자 멜라니 클라인. (~1960년)

### 4월
- 4월 8일 - 일제강점기의 관료 유진혁. (~?)
- 4월 21일 - 일본의 소설가 및 평론가 이쿠타 조코. (~1936년)

### 5월
- 5월 13일 - 프랑스의 미술가 조르주 브라크. (~1963년)

### 6월
- 6월 1일 - 일본의 불교학자 우이 하쿠주. (~1963년)
- 6월 17일 - 러시아의 작곡가 이고르 스트라빈스키. (~1971년)

### 7월
- 7월 8일 - 오스트레일리아의 작곡가 퍼시 그레인저. (~1961년)
- 7월 22일 - 미국의 화가 에드워드 호퍼. (~1967년)

### 8월
- 8월 11일 - 불가리아의 정치인 키몬 게오르기에프. (~1969년)
- 8월 16일 - 미국 태생 덴마크의 최장수인 크리스티안 모르텐센. (~1998년)

### 9월
- 9월 15일 - 대한민국의 정치인 이병국. (~1949년)

### 10월
- 10월 6일 - 폴란드의 작곡가 카롤 시마노프스키. (~1937년)
- 10월 20일 - 루고지의 배우 벨라 루고시. (~1956년)
- 10월 30일
  - 독일의 군인 귄터 폰 클루게. (~1944년)
  - 일본의 정치인 사토 나오타케. (~1971년)

### 11월
- 11월 11일 - 스웨덴의 국왕 구스타프 6세 아돌프. (~1973년)
- 11월 18일 - 미국의 야구 선수 잭 쿰스. (~1957년)
- 11월 22일 - 프랑스의 작가 및 극작가 샤를 빌드라크. (~1971년)

### 12월
- 12월 28일
  - 덴마크의 화가 릴리 엘베. (~1931년)
  - 영국의 천문학자 아서 스탠리 에딩턴. (~1944년)

## 사망
- 4월 19일 - 영국의 생물학자 찰스 다윈. (1809년~)
- 4월 27일 - 미국의 시인이자 사상가 랠프 월도 에머슨. (1803년~)
- 5월 5일 - 미국의 군인 존 로저스. (1812년~)
- 6월 2일 - 이탈리아의 혁명가이자 정치가인 주세페 가리발디. (1807년~)
- 12월 19일 - 일본의 군인 겸 귀족 정치가 나카야마 다다요시.
- 12월 27일 - 이탈리아의 가톨릭 신부 조반니 로시. (1838년~)

## 달력
| 1월 |    |    |    |    |    |    |
| 일  | 월 | 화 | 수 | 목 | 금 | 토 |
| 1   | 2  | 3  | 4  | 5  | 6  | 7  |
| 8   | 9  | 10 | 11 | 12 | 13 | 14 |
| 15  | 16 | 17 | 18 | 19 | 20 | 21 |
| 22  | 23 | 24 | 25 | 26 | 27 | 28 |
| 29  | 30 | 31 |    |    |    |    |

| 2월 |    |    |    |    |    |    |
| 일  | 월 | 화 | 수 | 목 | 금 | 토 |
|     |    |    | 1  | 2  | 3  | 4  |
| 5   | 6  | 7  | 8  | 9  | 10 | 11 |
| 12  | 13 | 14 | 15 | 16 | 17 | 18 |
| 19  | 20 | 21 | 22 | 23 | 24 | 25 |
| 26  | 27 | 28 |    |    |    |    |

| 3월 |    |    |    |    |    |    |
| 일  | 월 | 화 | 수 | 목 | 금 | 토 |
|     |    |    | 1  | 2  | 3  | 4  |
| 5   | 6  | 7  | 8  | 9  | 10 | 11 |
| 12  | 13 | 14 | 15 | 16 | 17 | 18 |
| 19  | 20 | 21 | 22 | 23 | 24 | 25 |
| 26  | 27 | 28 | 29 | 30 | 31 |    |

| 4월 |    |    |    |    |    |    |
| 일  | 월 | 화 | 수 | 목 | 금 | 토 |
|     |    |    |    |    |    | 1  |
| 2   | 3  | 4  | 5  | 6  | 7  | 8  |
| 9   | 10 | 11 | 12 | 13 | 14 | 15 |
| 16  | 17 | 18 | 19 | 20 | 21 | 22 |
| 23  | 24 | 25 | 26 | 27 | 28 | 29 |
| 30  |    |    |    |    |    |    |

| 5월 |    |    |    |    |    |    |
| 일  | 월 | 화 | 수 | 목 | 금 | 토 |
|     | 1  | 2  | 3  | 4  | 5  | 6  |
| 7   | 8  | 9  | 10 | 11 | 12 | 13 |
| 14  | 15 | 16 | 17 | 18 | 19 | 20 |
| 21  | 22 | 23 | 24 | 25 | 26 | 27 |
| 28  | 29 | 30 | 31 |    |    |    |

| 6월 |    |    |    |    |    |    |
| 일  | 월 | 화 | 수 | 목 | 금 | 토 |
|     |    |    |    | 1  | 2  | 3  |
| 4   | 5  | 6  | 7  | 8  | 9  | 10 |
| 11  | 12 | 13 | 14 | 15 | 16 | 17 |
| 18  | 19 | 20 | 21 | 22 | 23 | 24 |
| 25  | 26 | 27 | 28 | 29 | 30 |    |

| 7월 |    |    |    |    |    |    |
| 일  | 월 | 화 | 수 | 목 | 금 | 토 |
|     |    |    |    |    |    | 1  |
| 2   | 3  | 4  | 5  | 6  | 7  | 8  |
| 9   | 10 | 11 | 12 | 13 | 14 | 15 |
| 16  | 17 | 18 | 19 | 20 | 21 | 22 |
| 23  | 24 | 25 | 26 | 27 | 28 | 29 |
| 30  | 31 |    |    |    |    |    |

| 8월 |    |    |    |    |    |    |
| 일  | 월 | 화 | 수 | 목 | 금 | 토 |
|     |    | 1  | 2  | 3  | 4  | 5  |
| 6   | 7  | 8  | 9  | 10 | 11 | 12 |
| 13  | 14 | 15 | 16 | 17 | 18 | 19 |
| 20  | 21 | 22 | 23 | 24 | 25 | 26 |
| 27  | 28 | 29 | 30 | 31 |    |    |

| 9월 |    |    |    |    |    |    |
| 일  | 월 | 화 | 수 | 목 | 금 | 토 |
|     |    |    |    |    | 1  | 2  |
| 3   | 4  | 5  | 6  | 7  | 8  | 9  |
| 10  | 11 | 12 | 13 | 14 | 15 | 16 |
| 17  | 18 | 19 | 20 | 21 | 22 | 23 |
| 24  | 25 | 26 | 27 | 28 | 29 | 30 |

| 10월 |    |    |    |    |    |    |
| 일   | 월 | 화 | 수 | 목 | 금 | 토 |
| 1    | 2  | 3  | 4  | 5  | 6  | 7  |
| 8    | 9  | 10 | 11 | 12 | 13 | 14 |
| 15   | 16 | 17 | 18 | 19 | 20 | 21 |
| 22   | 23 | 24 | 25 | 26 | 27 | 28 |
| 29   | 30 | 31 |    |    |    |    |

| 11월 |    |    |    |    |    |    |
| 일   | 월 | 화 | 수 | 목 | 금 | 토 |
|      |    |    | 1  | 2  | 3  | 4  |
| 5    | 6  | 7  | 8  | 9  | 10 | 11 |
| 12   | 13 | 14 | 15 | 16 | 17 | 18 |
| 19   | 20 | 21 | 22 | 23 | 24 | 25 |
| 26   | 27 | 28 | 29 | 30 |    |    |

| 12월 |    |    |    |    |    |    |
| 일   | 월 | 화 | 수 | 목 | 금 | 토 |
|      |    |    |    |    | 1  | 2  |
| 3    | 4  | 5  | 6  | 7  | 8  | 9  |
| 10   | 11 | 12 | 13 | 14 | 15 | 16 |
| 17   | 18 | 19 | 20 | 21 | 22 | 23 |
| 24   | 25 | 26 | 27 | 28 | 29 | 30 |
| 31   |    |    |    |    |    |    |

### 음양력 대조 일람
| 음력월 | 월건 | 대소 | 음력 1일의 양력 월일 | 음력 1일 간지 |
| ------ | ---- | ---- | -------------------- | ------------- |
| 1월    | 임인 | 소   | 2월 18일             | 무자          |
| 2월    | 계묘 | 대   | 3월 19일             | 정사          |
| 3월    | 갑진 | 소   | 4월 18일             | 정해          |
| 4월    | 을사 | 대   | 5월 17일             | 병진          |
| 5월    | 병오 | 소   | 6월 16일             | 병술          |
| 6월    | 정미 | 대   | 7월 15일             | 을묘          |
| 7월    | 무신 | 소   | 8월 14일             | 을유          |
| 8월    | 기유 | 대   | 9월 12일             | 갑인          |
| 9월    | 경술 | 대   | 10월 12일            | 갑신          |
| 10월   | 신해 | 소   | 11월 11일            | 갑인          |
| 11월   | 임자 | 대   | 12월 10일            | 계미          |
| 12월   | 계축 | 대   | 1883년 1월 9일       | 계축          |